# Paryż może poczekać
Paryż może poczekać (ang. Paris Can Wait) – amerykańska komedia romantyczna z 2016 roku w reżyserii Eleanor Coppoli. Wyprodukowany przez wytwórnie American Zoetrope, Corner Piece Capital, Lifetime i Protagonist Pictures. Główne role w filmie zagrali Diane Lane, Alec Baldwin i Arnaud Viard.
Premiera filmu odbyła się 12 września 2016 podczas 41. Międzynarodowego Festiwalu Filmowego w Toronto. Osiem miesięcy później, 12 maja 2017, obraz trafił do kin na terenie Stanów Zjednoczonych. W Polsce premiera filmu odbyła się 21 lipca 2017.

## Fabuła
Anne (Diane Lane) wraz ze swoim mężem Michaelem (Alec Baldwin) – hollywoodzkim producentem filmowym, podróżują po świecie. Kobieta nie jest jednak szczęśliwa. Jej zapracowany mąż nie ma dla niej czasu, a namiętność w ich małżeństwie dawno wygasła. Pewnego dnia współpracownik Michaela – dowcipny Francuz Jacques – proponuje Anne wspólny wypad z Cannes, gdzie trwa festiwal filmowy, do Paryża. Podróż ma trwać kilka godzin, ale niespodziewanie przeradza się w dwudniową przygodę pełną oszałamiających widoków, znakomitego jedzenia i odrobiny romansu.

## Obsada
- Diane Lane jako Anne
- Alec Baldwin jako Michael
- Arnaud Viard jako Jacques
- Élise Tielrooy jako Martine

## Produkcja
Zdjęcia do filmu kręcono w Paryżu, Cannes, Aix-en-Provence, Lauris i Cadenet we Francji, natomiast okres zdjęciowy trwał od 15 czerwca do 31 lipca 2015 roku.

## Odbiór

### Krytyka w mediach
Film Paryż może poczekać spotkał się z mieszanymi recenzjami od krytyków. W serwisie Rotten Tomatoes średnia ocen filmu wyniosła 49% ze średnią oceną 5,4 na 10. Na portalu Metacritic średnia ocen wyniosła 48 punktów na 100.